# Campionati europei di nuoto 2012 - Staffetta 4x100 metri stile libero maschile
La staffetta 4x100 m stile libero maschile degli Europei 2012 è stata disputata il 21 maggio 2012 e vi hanno partecipato 10 nazionali. Le batterie si sono svolte al mattino e la finale il pomeriggio dello stesso giorno.

## Podio
| Pos.    | Nazione | Atleti                                                                                         |
| ------- | ------- | ---------------------------------------------------------------------------------------------- |
| Oro     | Francia | Amaury Leveaux Alain Bernard Frédérick Bousquet Jérémy Stravius Medhy Metella* Lorys Bourelly* |
| Argento | Italia  | Andrea Rolla Marco Orsi Michele Santucci Filippo Magnini Gianluca Maglia* Luca Leonardi*       |
| Bronzo  | Russia  | Vitalij Syrnikov Oleg Tichobaev Nikita Konovalov Vjačeslav Andruščenko                         |

## Record
Prima della manifestazione il record del mondo (RM), il record europeo (EU) e il record dei campionati (RC) erano i seguenti.
| Record mondiale       | 3'08"24 | Stati Uniti | 11 agosto 2008 Pechino |
| Record europeo        | 3'08"32 | Francia     | 11 agosto 2008 Pechino |
| Record dei campionati | 3'12"46 | Russia      | 9 agosto 2010 Budapest |

## Risultati

### Batterie
| Pos. | Nazione  | Atleti                                                                                                 | Tempo   | Batteria | Corsia | Note             |
| ---- | -------- | --- | ------- | -------- | ------ | ---------------- |
| 1    | Belgio   | Dieter Dekoninck (48"99) Pieter Timmers (48"84) Emmanuel Vanluchene (48"81) Yoris Grandjean (49"50)    | 3'16"14 | 2        | 5      | Q                |
| 2    | Germania | Markus Deibler (49"62) Steffen Deibler (49"24) Dimitri Colupaev (48"99) Marco di Carli (48"97)         | 3'16"82 | 2        | 3      | Q                |
| 3    | Francia  | Alain Bernard (49"19) Medhy Metella (48"68) Lorys Bourelly (50"04) Jérémy Stravius (48"99)             | 3'16"90 | 2        | 2      | Q                |
| 4    | Italia   | Gianluca Maglia (49"66) Luca Leonardi (49"21) Andrea Rolla (48"92) Michele Santucci (50"31)            | 3'18"10 | 1        | 5      | Q                |
| 5    | Russia   | Vitalij Syrnikov (49"55) Oleg Tichobaev (49"06) Vjačeslav Andruščenko (50"07) Nikita Konovalov (49"52) | 3'18"20 | 1        | 4      | Q                |
| 6    | Ungheria | Dominik Kozma (49"22) László Cseh (49"41) Péter Bernek (50"19) Krisztián Takács (49"58)                | 3'18"40 | 1        | 6      | Q                |
| 7    | Svezia   | Stefan Nystrand (49"64) Lars Frölander (49"47) Petter Stymne (49"10) Mattias Carlsson (50"74)          | 3'18"95 | 1        | 2      | Q                |
| 8    | Svizzera | Flori Lang (50"20) Dominik Meichtry (49"51) Daniel Rast (50"45) Aurelien Kuenzi (50"07)                | 3'20"23 | 2        | 6      | Q                |
| 9    | Serbia   | Radovan Siljevski (50"92) Boris Stojanović (50"19) Velimir Stjepanović (50"40) Ivan Lenđer (50"42)     | 3'21"93 | 2        | 4      | Record nazionale |
| 10   | Norvegia | Gard Kvale (50"82) Lavrans Solli (50"90) Sverre Næss (52"00) Ole Martin Ree (51"78)                    | 3'25"50 | 1        | 3      | Record nazionale |

### Finale
| Pos.    | Nazione  | Atleti                                                                                                 | Tempo   | Corsia | Note             |
| ------- | -------- | --- | ------- | ------ | ---------------- |
| Oro     | Francia  | Amaury Leveaux (48"59) Alain Bernard (48"29) Frédérick Bousquet (48"40) Jérémy Stravius (48"27)        | 3'13"55 | 3      |                  |
| Argento | Italia   | Andrea Rolla (49"48) Marco Orsi (48"15) Michele Santucci (49"11) Filippo Magnini (47"97)               | 3'14"71 | 6      |                  |
| Bronzo  | Russia   | Vitalij Syrnikov (49"48) Oleg Tichobaev (48"01) Nikita Konovalov (48"39) Vjačeslav Andruščenko (49"25) | 3'15"13 | 2      |                  |
| 4       | Belgio   | Emmanuel Vanluchene (49"47) Jasper Aerents (48"92) Dieter Dekoninck (48"69) Pieter Timmers (48"26)     | 3'15"34 | 4      | Record nazionale |
| 5       | Germania | Christoph Fildebrandt (49"56) Markus Deibler (49"01) Dimitri Colupaev (48"63) Marco di Carli (48"68)   | 3'15"88 | 5      |                  |
| 6       | Svezia   | Stefan Nystrand (49"07) Petter Stymne (48"55) Lars Frölander (49"38) Mattias Carlsson (50"12)          | 3'17"12 | 1      |                  |
| 7       | Ungheria | Dominik Kozma (49"12) László Cseh (49"22) Péter Bernek (49"71) Krisztián Takács (49"18)                | 3'17"23 | 7      | Record nazionale |
| 8       | Svizzera | Dominik Meichtry (49"60) Flori Lang (49"82) Daniel Rast (50"48) Aurelien Kuenzi (50"10)                | 3'20"00 | 8      |                  |